# Passais
Passais is een plaats en voormalige gemeente in het Franse departement Orne (regio Normandië) en telt 806 inwoners (2004). De plaats maakt deel uit van het arrondissement Alençon. Passais is op 1 januari 2016 gefuseerd met de gemeenten L'Épinay-le-Comte en Saint-Siméon tot de gemeente Passais Villages. 

## Geografie
De oppervlakte van Passais bedraagt 16,6 km², de bevolkingsdichtheid is 48,6 inwoners per km².
De onderstaande kaart toont de ligging van Passais met de belangrijkste infrastructuur en aangrenzende gemeenten.

## Demografie
Onderstaande figuur toont het verloop van het inwonertal (bron: INSEE-tellingen).
1. ↑  Populations légales 2018.